# Alcis honensis
Alcis honensis är en fjärilsart som beskrevs av Eugen Wehrli 1943. Alcis honensis ingår i släktet Alcis och familjen mätare. Inga underarter finns listade i Catalogue of Life.